# La Mesa (Kolumbien)
La Mesa ist eine Gemeinde (municipio) im Departamento Cundinamarca in Kolumbien.
In La Mesa hat der spanische Biologe José Mutis im Jahr 1783 seine botanische Expedition begonnen, in der Studien der Flora und Fauna durchgeführt wurden.

## Geographie
La Mesa liegt in Cundinamarca, in der Provinz Tequendama, ungefähr 65 km von Bogotá entfernt auf einer Höhe von 1200 m ü. NN und hat eine Durchschnittstemperatur von 22 °C. Die Gemeinde grenzt im Norden an Quipile, Cachipay und Zipacón, im Osten an Bojacá und Tena, im Süden an El Colegio und Anapoima und im Westen an Anapoima und Quipile.

## Bevölkerung
Die Gemeinde La Mesa hat 33.241 Einwohner, von denen 18.772 im städtischen Teil (cabecera municipal) der Gemeinde leben (Stand: 2019).

## Geschichte
Die indigene Bezeichnung der Hochebene lautete Doyma. Auf dem Gebiet der heutigen Gemeinde lebte vor Ankunft der Spanier das indigene Volk der Panches. La Mesa wurde 1777 gegründet.

## Wirtschaft
Der wichtigste Wirtschaftszweig von La Mesa ist der Tourismus, gefolgt von Handel und Landwirtschaft. Mittwochs und sonntags gibt es Wochenmärkte, auf denen die Bauern der Gemeinde ihre Produkte verkaufen.